# Okop (miejscowość)
Okop (bułg. Окоп) – wieś w południowo-wschodniej Bułgarii, w obwodzie Jamboł, w gminie Tundża. Według danych Narodowego Instytutu Statystycznego, 31 grudnia 2011 roku wieś liczyła 666 mieszkańców. Święty sobór odbywa się 24 maja.